# 日本が承認していない国一覧
日本が承認していない国一覧（にほんがしょうにんしていないくにいちらん）は、1か国以上の国際連合加盟国から国家の承認を受けているが、日本国政府からは国家の承認を受けていない独立国または、主権実体の一覧である。
- 現在、「独立国」として、国の一覧に掲載されているのは、206カ国となっているが、本項では、日本以外の205か国のうち、以下に該当する202か国を対象とする。

1. 国際連合に加盟した国である193か国。
2. 国連加盟国ではないが、国連加盟国から国際承認を得て、国連のオブザーバー資格を有する国である2か国。
3. 国連加盟国ではなく、国家の承認を得られる国が少ないが、モンテビデオ条約の要件に当てはまり、事実上の独立国となっている7か国。
4. 元国連加盟国である1か国。

- 過去の未承認国家については、既に消滅したが、それまでに日本政府が承認した国家及び、未承認のまま消滅した国家を名乗る勢力を含む。

- 各節では、国家承認する国が多い順に独立国を掲載している。承認国数が同じ場合は五十音順に並べている。
- 国の一覧に掲載されているものの、一切の国連加盟国から国家承認を受けられていない3か国については、国際連合非加盟国のみが国家承認している地域、または、国際社会から国家承認を一切受けていない地域を参照のこと。
- 特定の政治的実体が地域の実効支配を行うには至ってはいないものの、国家としての独立運動を行っている地域については、独立主張のある地域一覧を参照のこと。

## 日本政府が何らかの外交関係を有する未承認国
日本政府（外務省）は、国家として承認しないが何らかの外交関係を有している独立国（朝鮮民主主義人民共和国、パレスチナ国、中華民国）を、独立国の政府が実効支配している地域の名称（北朝鮮、パレスチナ、台湾）で呼んでいる。これらの独立国は外務省公式サイトの「国・地域」リストにおける「その他の地域」として扱われる。

### 朝鮮民主主義人民共和国

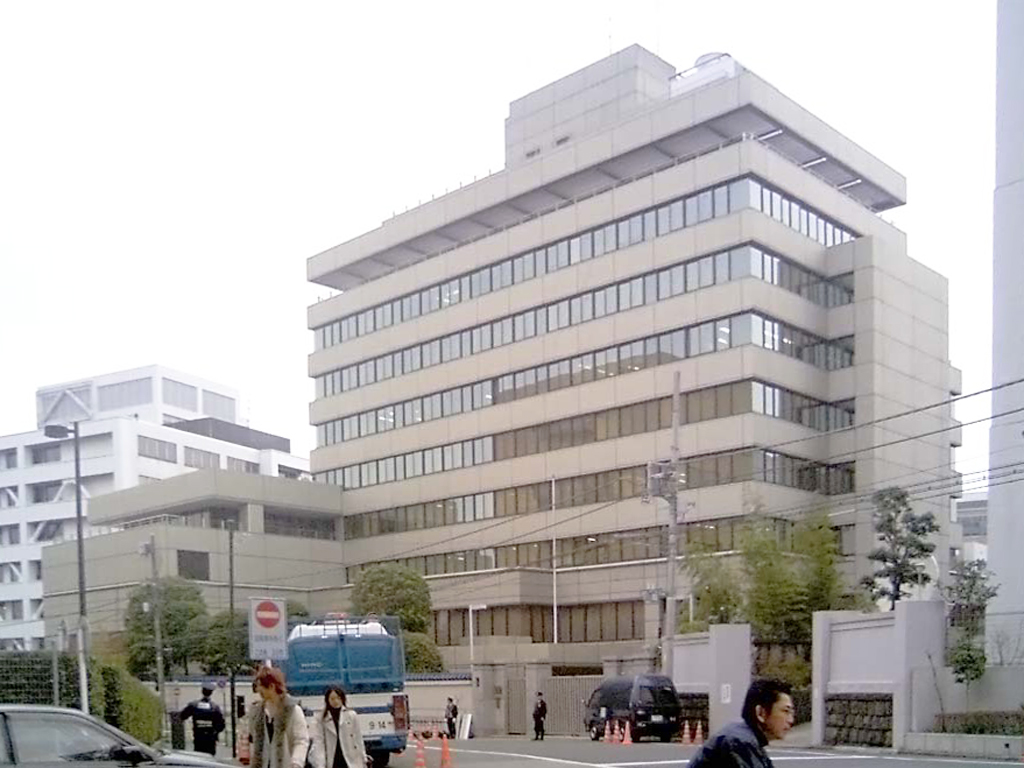
在日本朝鮮人総連合会中央本部（東京）

1948年に朝鮮民主主義人民共和国（北朝鮮）として独立。1991年に第46回国連総会の決議46/1が、無投票で日本も含む全加盟国の賛成により採択され、大韓民国（韓国）と同時に国際連合へ加盟。2018年2月の時点で国連加盟192か国のうち164か国が国家承認しているものの、日本は承認していない。

#### 基本的事情
日本政府は、日韓基本条約第3条の規定に基づき、朝鮮半島の軍事境界線以南を実効支配する韓国政府を「朝鮮にある唯一の合法的な政府」としている。
同時に、韓国政府による軍事境界線以北の朝鮮地域の領有も承認しておらず、歴代政権は、下記の条件に合致すれば国家承認する可能性を表明している。
1. 国連総会決議第195条に基づき、「住民の自由な意思の表明によって選挙を行なって、それに基づいてできた政府」が成立したと判断した時。（昭和40年10月29日、第1次佐藤榮作第1次改造内閣[4]）
2. 「国際法を遵守する意思と能力を有した｣と判断した時。（平成18年6月16日、第3次小泉純一郎改造内閣[5]）

そのため、北朝鮮政府の実効支配地域は「韓国の管轄外にある朝鮮地域」（例：朝鮮籍）として扱い、北朝鮮政府との間で1950年代から間接的・直接的な非公式交渉関係を有している。主な事業や交渉は次の通り。この他にも北京に駐在する日朝の外交官は度々接触を図っている。
- 在日朝鮮人の帰還事業（1950年代 - 1984年）
- 日朝国交正常化交渉（1991年1月 -）
- 日朝首脳会談（2002年、2004年）

#### 交渉関係と代表機関に関して
双方の在中国大使館（北京）が政府間連絡窓口であり、担当官が配置されるなど事実上の兼轄大使館状態となっている。この北京ルートが確保されるまでは政府間の直接連絡すらままならず、日本側は赤十字組織やソビエト連邦政府に個別の協力を依頼する他なかった（よど号ハイジャック事件など）。
日本側は国家承認の問題に加え、現在直接交渉のルートがあるためか、米国のように利益代表国を指定していない。この関係もあって朝鮮北半部には日本の政府代表部を担う機関が置かれていない。
日本政府は「北朝鮮拉致問題の解決後」に予定される国家承認・国交正常化を目的として、2002年には臨時の連絡事務所、2011年には政府の臨時事務所をそれぞれ平壌直轄市に開設していたが、常設化には至っていない。朝鮮半島エネルギー開発機構現地駐在も同様。
日本側には、中華民国（台湾）のように統一された窓口機関もないため、政治交渉は北京ルート、貿易関係は民間団体の東アジア貿易研究会、航空交渉は実務当局の協議と分散している上、現地で旅券などの領事業務すらできていない。
一方、北朝鮮側は、東京に所在する在日本朝鮮人総聯合会中央本部（朝鮮総聯）を「利益代表部」と扱うよう主張しており、旅券、公用査証や親善交流の窓口機能をすでに担っている状況にある。
領事関係に関するウィーン条約に基づく「領事館に準ずる」として、総聯事務所の固定資産税などが免税されていた例（朝鮮総連関連施設地方税減免措置問題）が多かった。
貿易代表部ができるまでは「朝日輸出入商社」を駐日貿易代表部として暫定的に委任している。
本国側では朝鮮対外文化連絡協会が日本人公用渡航者の受け入れを担当しているものの交流促進に合意している日本の日朝文化交流協会とは日台間のような恒常的な交流関係にはなり得てない。

#### 民間交流
友好協会には、日朝協会、日朝友好協会、日朝文化交流協会、朝鮮女性と連帯する日本婦人連絡会、日朝学術教育交流協会、朝鮮の自主的平和統一支持日本委員会（以上日本側）、朝日友好親善協会（北朝鮮側）があり、日朝国交正常化推進議員連盟、日朝友好議員連盟があるも現地交流は低調であり、日朝間の人的交流ももっぱら日本人の観光渡航が多くを占める実情にある。
経済関係は、隣国ということもあり海産物や農産物を始めとする貿易取引が存在したが、現在日本側の禁輸措置により停止している。
往来、通信については、日朝間の直航貨客航路（新潟・元山間）の他、直航航空路（名古屋・平壌間など）も南北朝鮮・ロシア・日本の4者当局合意により実現し1990年代まで存在したが、現在は日本側の措置により停止している（日朝間往来は必ず第三国経由となる）。他方、日朝間にはKDDIにより無線の直通国際電話回線が引かれていて直接通話が可能となっている。
報道については、日本側による北朝鮮現地の取材体制は極めて弱く、機関紙を除けば2006年にようやく共同通信が平壌に支局を開設するまで一部テレビ局（東海テレビ放送など）が持つ現地との細い人脈や第三国の情報をあたる他なかった。現在も日本の報道機関による北朝鮮報道はほとんどが間接情報である。一方北朝鮮側も日本に報道拠点を持たないが、日本の災害や事件などのニュースは日本のテレビ局の映像を使用して国営テレビ（朝鮮中央テレビ）のニュース番組で流される。

### パレスチナ

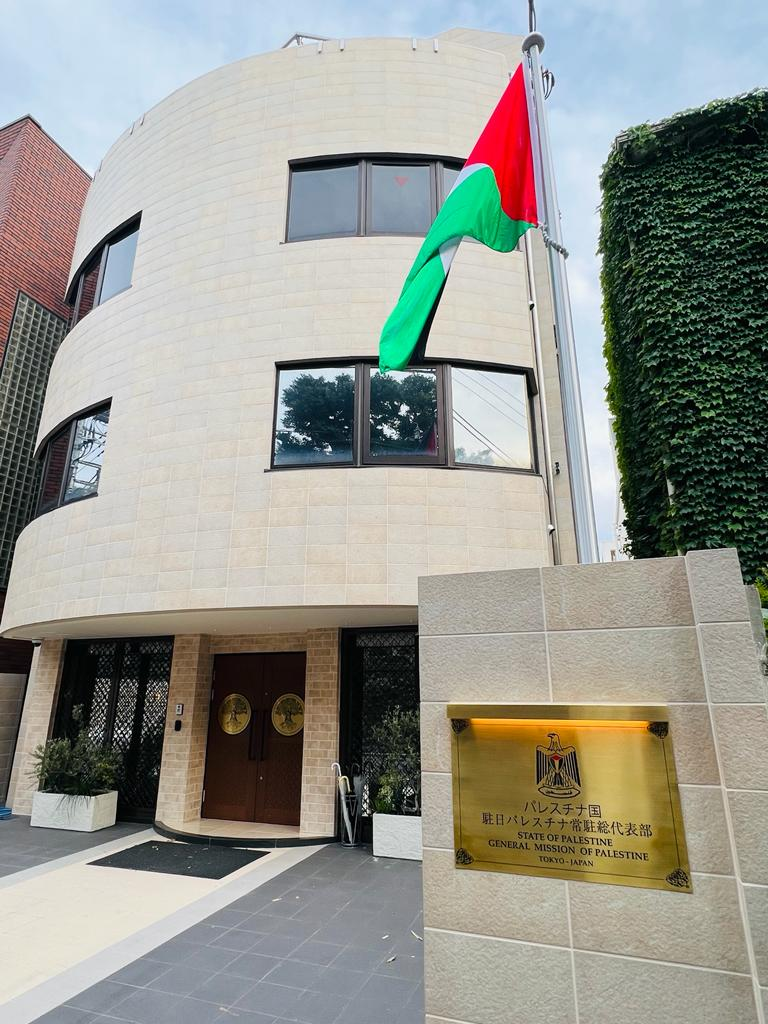
駐日パレスチナ常駐総代表部（東京）

1988年にパレスチナ解放機構（PLO）がパレスチナ国として独立宣言を行うが、オスロ合意に基づいて1995年にパレスチナ自治区を統治するパレスチナ自治政府が発足。国連加盟国ではないが、国連総会オブザーバー国、及びに国際連合教育科学文化機関（UNESCO）正式加盟国である。2015年11月の時点で、国連加盟193か国のうち136か国が国家承認しており、他34か国と外交関係を結んでいる。
現在、日本政府は将来の承認を予定したパレスチナ自治政府として扱っている。誤解されがちであるが、「イスラエル国の一自治区」として扱っているわけではない。1977年2月のPLO東京事務所（現・駐日パレスチナ常駐総代表部）開設以降、パレスチナに対し経済支援や、イスラエルとの二国間における紛争解決の協議、議員外交等を行っている。
2012年5月3日から、日本政府はパレスチナ日本代表事務所長を「大使」という名称を用いて外交活動を展開している。日本が国家承認していない地域においてこの呼称を用いるのは異例であり、事実上国家に準じた扱いとなっている。
また、2012年11月29日（日本時間では11月30日）に開催されたパレスチナに国連オブザーバーの地位を与えるかの決議で日本は賛成票を投じた。
2015年9月10日、国連総会にて国連の建造物の前にパレスチナの国旗を掲揚することを支持する決議案を賛成多数で採択。日本を含む119か国が賛成し、アメリカやイスラエルを含む8か国が反対した。ただし、イギリスなど欧州連合加盟国を含む45か国が棄権している。
2024年5月10日、国連総会にてパレスチナの国連加盟を支持する決議案を賛成多数で採択。日本を含む143カ国が賛成し、イギリスを含む25カ国が棄権、アメリカやイスラエルを含む9カ国が反対した。国連への正式加盟を決定する権限は安全保障理事会にのみ与えられており、4月18日に安保理で採択されたパレスチナの国連加盟の勧告を求める決議案は、アメリカの拒否権によって否決されていた。今回の決議案は、国連安全保障理事会にパレスチナの加盟を再検討するよう求めるものであり、今回の決議案によって、パレスチナは9月の国連総会から加盟国の中にアルファベット順に着席する権利や、グループを代表して発言する権利、グループを代表して提案や修正案を提出する権利、国連総会本会議や主要委員会の役員に選出される権利などが付与されることになる。

### 中華民国（台湾）

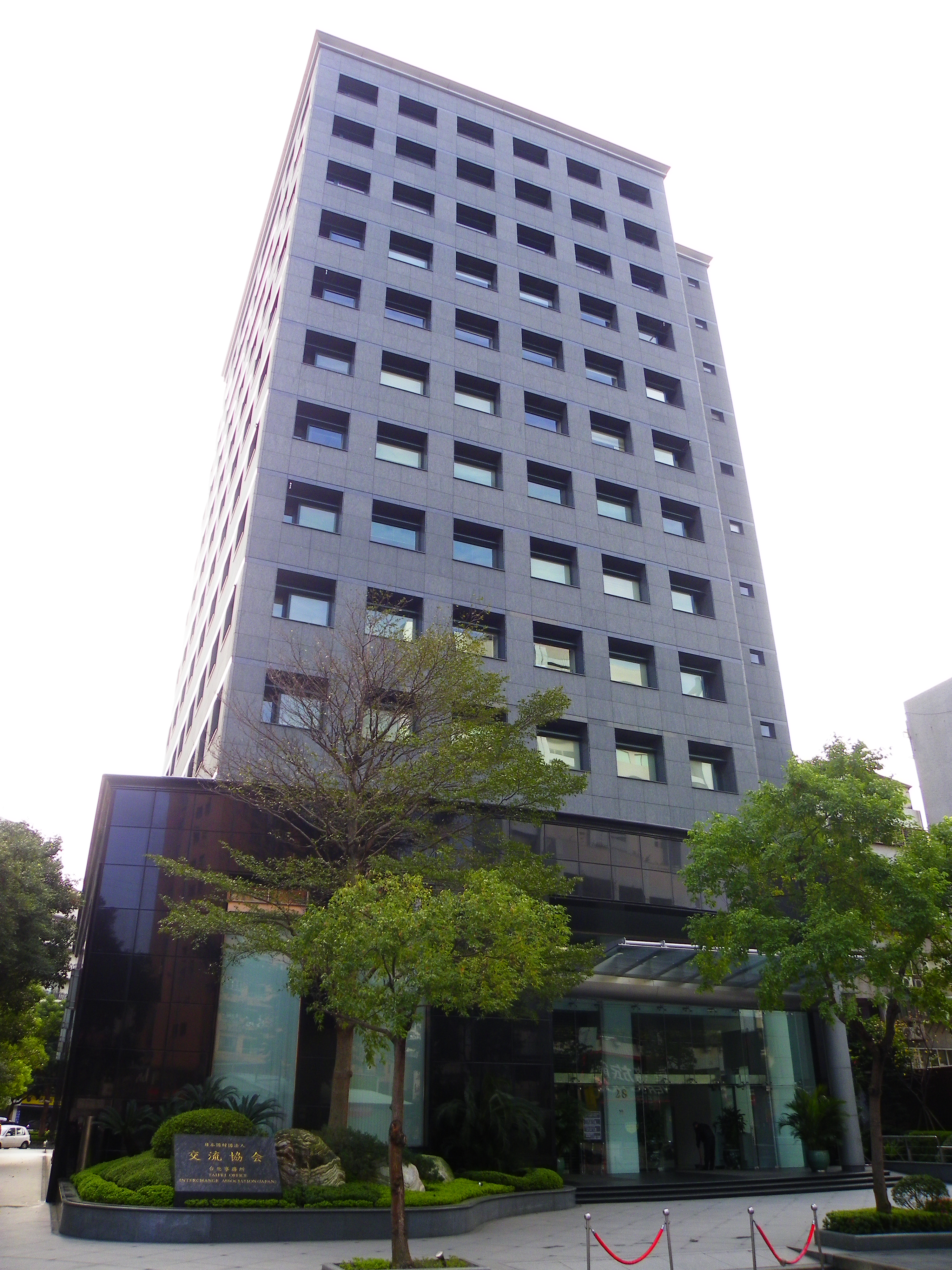
交流協会台北事務所（台北市）

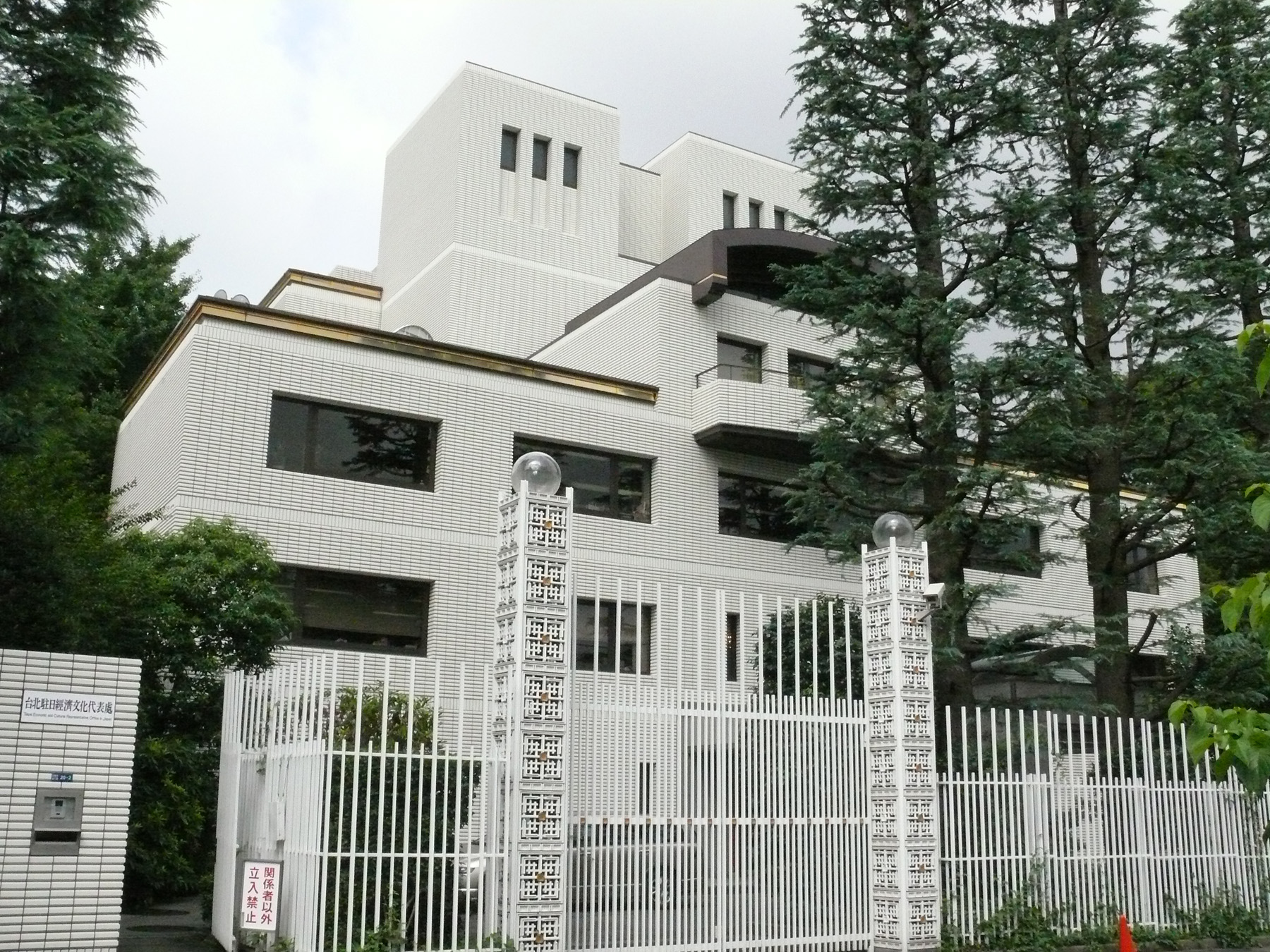
台北駐日経済文化代表処（東京）

日本は1952年に締結した日華平和条約により、中華民国との国交を樹立。同条約は中華民国が実効支配する台湾地区のみを適用範囲としていたので、実質的には日台間の国交であった。
1972年9月29日、日中共同声明により、中華人民共和国政府を「中国唯一の合法政府」と承認して国交を樹立したことに伴い、中華民国政府との国交を断絶した。これによって双方の大使館等が閉鎖された。また、国交断絶時に民間の実務関係を維持するために、日台相互に非政府組織としての連絡機関（日本側は日本台湾交流協会、台湾側は台湾日本関係協会）を設置し、現在に至っている。
民間交流は極めて活発で（2007年の相互訪問者数は合計約250万人、2019年は同約700万人）、相互の連絡機関は実質的に大使館・領事館に準じる役割を担っている。日本政府は「一つの中国」を堅持する中国への配慮から、台湾を「国家」とする対外的言明や政府間の公式接触を極力控えているが、関係官庁間の交流・実務協議を定例化させるなど、台湾に未承認の「国家」が存在するとの前提で各種の実務を処理している。
日本側には親台派議員が少なくなく、日華議員懇談会を中心とした議員外交や地方の姉妹都市提携も活発である。台湾側も近年、対日関係を「台日特別パートナーシップ」と位置づけ、特別な国家間関係への格上げを模索している。
2009年12月1日には、同年夏頃に「国際法上台湾は帰属未定地である（中華民国は台湾の主権を持っていない）」という趣旨の発言をした交流協会台北事務所長が、任期途中で辞任に追い込まれる事態が発生した。
2020年まで政権を担っていた安倍政権では、2019年度まで台湾を「我が国にとって、基本的価値観を共有する重要な友人」と位置づけていたが、2020年の外交青書では「日本にとって、自由、民主主義、基本的人権、法の支配といった普遍的価値を共有し、緊密な経済関係と人的往来を有する極めて重要なパートナー」と、格上げされている。
- 関係機関
  - 公益財団法人日本台湾交流協会 - 日本側の経済・民間交流の窓口機関。日本旅券・査証を取り扱う。
  - 台湾日本関係協会台北駐日経済文化代表処 - 台湾当局の事実上の代表部。台湾旅券・査証を取り扱う。
- 友好協会：日華親善協会・日台親善協会、日台スポーツ・文化推進協会、大阪日台交流協会（以上日本側）、台日文化経済協会（台湾側）

## 日本政府が外交関係を一切有さない未承認国・主権実体
日本政府（外務省）は、外交関係の無い国家未承認国をカギカッコ付きの政府名で呼称している。（例：「サハラ・アラブ民主共和国」、「北キプロス・トルコ共和国」。）
前述の北朝鮮、パレスチナ、台湾を除く国家未承認国は、外務省ホームページの「国・地域」リストにおける「その他の地域」としても掲載されていない。
- この節では未承認国を、国旗・独立国名・()内に外務省が認識する状況の順で表記している。

### 未承認国
サハラ・アラブ民主共和国（ MINURSO監視下の西サハラ地域）
1976年に独立宣言。国連加盟193か国のうち、45か国から継続的に国家承認を受けている。西サハラ全域の領有権を主張するが、現状の実効支配地域は西サハラの約3割に留まり、残りの約7割はモロッコの実効支配下にある。
日本政府はサハラ・アラブ民主共和国政府を承認しておらず、両政府間の窓口となる関係機関も設置していない。同時にモロッコが主張する西サハラの領有権も認めておらず、西サハラの主権帰属は「国際連合西サハラ住民投票ミッション（MINURSO）により解決する問題」としている。外務省が発表する「渡航情報」は、西サハラ全域を「西サハラ地域」という中立的地域として扱っており、サハラ・アラブ民主共和国の実効支配区域については「ポリサリオ戦線支配地域」と表記している。

 アブハジア共和国（ ジョージア・アブハジア地域）
1992年に独立宣言。国連加盟193か国のうち、5か国から国家承認を受けている。
日本政府は、「ジョージア領土の一体性を尊重する」との立場から、アブハジア地域をジョージアの一部と認識している。その為、アブハジア共和国を国家承認せず、政府間の窓口となる関係機関も設置していない。

 南オセチア共和国（ ジョージア・南オセチア地域）
1991年に独立宣言。国連加盟193か国のうち、5か国から国家承認を受けている。
日本政府は、「ジョージア領土の一体性を尊重する」との立場から、南オセチア地域をジョージアの一部と認識している。その為、南オセチア共和国を国家承認せず、政府間の窓口となる関係機関も設置していない。

 沿ドニエストル共和国（ モルドバ・トランスニストリア地域）
1991年に独立宣言。アブハジア、アルツァフ、南オセチアの国際的にほぼ承認されていない3つの国家にのみ承認されている。
ロシア連邦の支援を受けている。

 北キプロス・トルコ共和国（ キプロス北部のトルコ系実効支配地域）
1983年に独立宣言。国連加盟193か国のうち、トルコのみから国家承認を受けている。
日本政府は、北キプロスが「トルコ軍の侵攻で占領され、一方的に独立宣言した地域」であり、キプロス共和国の一部としている。その為、北キプロス・トルコ共和国を国家承認せず、政府間の窓口となる関係機関も設置していない。

 ソマリランド共和国（ ソマリア北部）
1991年に独立宣言。国連加盟193か国のうち、国家承認をしている国はないものの、9ヶ国・地域と非公式な交流がある。
日本政府は「2012年にソマリア暫定連邦政府が統一政権に移行した」としている。その為、ソマリランド共和国を国家承認せず、政府間の窓口となる関係機関も設置していない。

### 主権実体
マルタ騎士団
1522年からマルタ島を領土としていたが、1798年の領土喪失後はモンテビデオ条約が定める「国家」の資格（領域、住民、政府）を満たさない組織となった。しかし、かつて領土を有していた経緯から「主権実体」として113の国・地域と何らかの関係を有しており、国連でも「国連総会オブザーバーとして参加するために招待を受ける実体 (entity) あるいは国際組織」の一つとして扱われている。
日本政府は欧州連合やフランコフォニー国際機関等の一部の国連総会オブザーバー組織・団体と外交関係を有しているが、マルタ騎士団とは関係を有していない。

## 承認後も特定の主張を承認していない国
イスラエル
- エルサレムの首都宣言。日本政府はエルサレムが首都であるとするイスラエルの主張を承認しておらず、在イスラエル日本国大使館はテルアビブに置かれている[27]。
- ゴラン高原の領有。同地はシリア領だったが、第三次中東戦争でイスラエルが占領して併合を宣言。現在も実効支配を続けているが日本政府はこの併合を認めていない。

 中華人民共和国
- 台湾の領有権主張。日中平和友好条約では台湾が自国領土の不可分の一部であると主張する中華人民共和国政府の立場について「十分理解し尊重する (understand and respect)」と表現しており、中国の主張を承知しつつも認めているわけではないという態度を取っている[28]。
- 尖閣諸島の領有権主張[29]。なお、中華人民共和国政府は尖閣諸島を台湾の附属島嶼として取り扱っている。

 韓国
- 竹島の領有[30]。

 ロシア
- いわゆる北方領土と呼ばれる択捉島・国後島・色丹島・歯舞群島の領有。ロシアの行政区分では、択捉島のみサハリン州クリル管区に、他の3島はサハリン州南クリル管区に帰属するが、日本政府はこの地域は日本の主権に属するとしておりロシアの主張を認めていない[31]。
- 千島列島（狭義）及び南樺太の領有。日本はサンフランシスコ講和条約においてこれらの地域の領有権を放棄したが、ソ連が同条約に調印しなかったことから「同条約上の権利を主張することはできません」[32]とし、これらの地域は帰属未定地であるとしている。日本政府は南樺太のユジノサハリンスク（旧・豊原市）に日本の総領事館を設置しており、南樺太がロシアの「継続的に現実の支配を及ぼして」いる状態であるとしてる[33]。
- クリミア半島の領有。ロシアは2014年にクリミア半島の併合を宣言したが、日本政府はこの地域はウクライナ領としておりロシアの主張を認めていない[34]。
- ドネツィク・ルハーンシク・ザポリージャ・ヘルソンの各州の領有。ロシアは2022年にドネツィク・ルハーンシク・ザポリージャ・ヘルソンの各州の併合を宣言したが、日本政府はこの地域はウクライナ領としておりロシアの主張を認めていない。

 モロッコ
- 西サハラの領有。モロッコはスペインの宗主権放棄後、西サハラの多くを占領し、自国領と宣言しているが日本政府はこれを認めていない[35]。

## 政府承認をしていない国
アフガニスタン
- ほぼ全域を支配するアフガニスタン・イスラム首長国政権を日本は承認しておらず、アフガニスタンの正統政府としてはアフガニスタン・イスラム共和国政権を承認している。在アフガニスタン日本国大使館は一部業務を行っている[36]。なお、第一次ターリバーン政権や国連の代表権を有していた旧北部同盟政権についてもそれぞれ政府承認しなかったが、前者については非公式な連絡関係を構築していた。2025年2月16日、第二次ターリバーン政権（暫定政府）のナザリ副経済相が日本財団の招待で来日。この際、安藤俊英・中東アフリカ局長がナザリ氏と面会し[37]、人権の尊重や包摂的な政治プロセスの推進といった喫緊の課題への働きかけを行った[38]。

 ミャンマー
- 日本政府は2021年のクーデターにより成立した軍事政権を承認していない[39]。

 イエメン
- 日本政府は2015年のクーデターによって成立したフーシによる救国政府は承認せず、国際的に承認されているアデンを拠点とした共和国政府と引き続き外交関係を維持[40]。

 シリア
- 日本政府は武装抵抗組織「シャーム解放機構」（HTS）の攻勢によって2024年12月に崩壊したアサド政権に代わって成立したシリア暫定政府及びシリア移行政府を承認していない。ただ、2025年1月14日に外務省の安藤・中東アフリカ局長がシリアを訪問し、暫定政府のアスアド・シャイバーニー外相と会談し、平和的で安定した移行と全ての関係者が、シリア国民による対話を通じた包摂的な政治的解決に向けて、建設的な役割を果たすことを期待するとの考えを伝達している[41]。

## 過去の非承認状況

### 過去の非承認国家
大韓民国（1948 - 1965年）
大韓民国の建国から16年以上にわたって日本は同国を承認していなかったが、1965年6月22日に東京で日本国と大韓民国との間の基本関係に関する条約（日韓基本条約）が調印されたことにより、両国は正式に国交を樹立した。
 バーレーン（1880 - 1971年）
1880年からイギリスの保護国であったが、1971年の独立宣言とともに国家承認。
 ブータン（1907 - 1971年）
1910年のプナカ条約でイギリスが外交権を取得して保護下に置き、インド独立以降はインドの保護国であった。1971年9月、日本はブータンの国連加盟の共同提案国となり、黙示の国家承認を行う。1986年に外交関係樹立。
 オマーン（1862 - 1971年）
1862年のカニング裁定以降イギリスの保護下にあったが、1971年に保護関係を解消し、同年に日本政府は国家承認を行った。
 カタール（1916 - 1971年）
1916年からイギリスの保護国であったが1971年の独立宣言とともに国家承認。
 トルーシャル・オマーン（1820 - 1971年）
トルーシャル・オマーンはアブダビ、アジュマーン、ドバイ、フジャイラ、カルバ、ラアス・アル＝ハイマ、シャールジャ、ウンム・アル＝カイワインの8首長国からなるイギリスの保護国（このうちカルバ首長国は後にシャールジャ首長国が併合）。1971年12月に ラアス・アル＝ハイマを除く6首長国が アラブ首長国連邦を結成し、同時に国家承認した。
 モンゴル人民共和国 （1924年 - 1972年）
韓国以来、国家承認してこなかったが、1972年に国交樹立。
 ベトナム民主共和国 （1945年 - 1973年）
ベトナム共和国（南ベトナム）とは国交を樹立した一方で、ベトナム戦争末期まで日本政府は北ベトナムを承認してこなかった。1973年に国交樹立。後に北ベトナムは南ベトナムを吸収し、ベトナム社会主義共和国となる。
 東ドイツ （1949年 - 1973年）
ドイツ分断後、日本政府は同じ西側諸国である西ドイツと国交を樹立した一方で、当該国が東ドイツの存在を否定し続けたため日本は承認してこなかったが、東西ドイツが相互承認した後の1973年に国交を樹立。1990年に東ドイツは西ドイツに吸収される形で消滅
 中華人民共和国（1949 - 1972年）
中華人民共和国の建国から20年以上にわたって日本は同国を承認していなかったが、1972年9月29日に両国首脳が北京で日中共同声明に調印したことにより、両国は正式に国交を樹立した。
 アンドラ （1993年）
1993年2月、新憲法がアンドラ国会で可決、同年3月に住民投票で承認され、国家として独立した。フランス及びスペインは同年6月1日に，アンドラ公国を主権国家として明示的に承認した。同年7月には，アンドラの国連加盟が加盟国の全会一致で認められた。1993年12月7日に日本政府は国家承認した。独立から日本が国家承認するまでの数か月間は非承認国家となる。なお1993年3月前については、スペインのウルヘル司教とフランス大統領の共同統治という特異な形態のため、扱いは不明である。
 クック諸島 （2001 - 2011年）
1965年に自治権を獲得し、ニュージーランドとの自由連合を形成した。2001年の共同宣言において、クック諸島は主権独立国家であると宣言したが、10年間の間日本政府は国家承認を行わなかった。2011年3月25日に日本政府は国家承認した。
 ニウエ（1974 - 2015年）
1974年に憲法を制定して自治権を獲得し、ニュージーランドとの自由連合を形成した。日本政府は独立国家として承認してこなかったが、2015年5月15日に国家承認することを閣議決定した。

### 過去の非承認政府
カンボジア（1970年 - 1993年）
1970年のクーデターから1993年の王政復古までに成立した諸々の政権を日本政府は承認しなかった。
 ソマリア（1991 - 2013年）
1960年7月1日の独立と同時に国家承認したが、1991年にソマリア内戦でモハメド・シアド・バーレ政権が崩壊してからは日本政府が正統性を承認する政府が存在しない状態となり、2000年代になって周辺諸国の仲介で発足した暫定政府もソマリア全土を実効的に支配できていない事から承認に至らなかった。その後、2012年8月20日にソマリア暫定連邦政府が暫定統治を終了させて正式なソマリア連邦共和国政府を発足させると、2013年2月に日本政府は新政府を正式に承認した。